# مارتن إرفين
مارتن إرفين (بالإنجليزية: Martyn Irvine) مواليد 6 يونيو 1985 في مقاطعة داون، أيرلندا الشمالية، كان دراج أيرلندي سابق في صنف سباق الدراجات على الطريق وعلى المضمار. سبق أن شارك في دورة الألعاب الأولمبية الصيفية وفاز بميدالية أولمبية. حقق أيضا ميدالية في دورة ألعاب الكومنولث.

## سجل النتائج

### سباقات أو مراحل فاز بها
- طواف فرنسا
- طواف إسبانيا
- طواف إيطاليا

## الميداليات
| الميدالية | المسابقة                               |
| --------- | -------------------------------------- |
| ذهبية     | بطولة العالم للدراجات على المضمار 2013 |
| فضية      | بطولة العالم للدراجات على المضمار 2014 |
| برونزية   | دورة ألعاب الكومنولث 2010              |

## روابط خارجية
- مارتن إرفين على موقع الاتحاد الدولي للدراجات (الإنجليزية)
- مارتن إرفين على موقع أرشيف الدراجات (الإنجليزية)
- مارتن إرفين على موقع إحصائيات الدراجات الإحترافية (الإنجليزية)
- مارتن إرفين على موقع نسبة الدراجات (الإنجليزية)
- مارتن إرفين على موقع CycleBase (الإنجليزية)
- مارتن إرفين على موقع اللجنة الأولمبية الدولية (الإنجليزية)
- مارتن إرفين على موقع أوليمبيديا (الإنجليزية)
- مارتن إرفين على موقع اتحاد ألعاب الكومنولث (مؤرشف) (الإنجليزية)